# Nico Sijmens
Nico Sijmens (Diest, 1º aprile 1978) è un ex ciclista su strada belga, professionista dal 2001 al 2014.

## Carriera
Da junior fu campione del Brabante di ciclocross. Tra i dilettanti nel 2000 ottenne alcuni successi, una tappa al Grand Prix Tell, una all'Oberösterreich Grand Prix. Passato professionista nel 2001 con la Vlaanderen-T Interim, durante la stagione vinse due tappe al Tour de la Somme, mentre nel 2003, oltre a ottenere numerosi piazzamenti, si aggiudicò due tappe all'Österreich-Rundfahrt, una tappa al Circuito Montañés e una tappa al Tour of China. Questi risultati gli permisero di essere convocato per la gara in linea Elite dei campionati del mondo di Hamilton.
Nel 2004 passò alla Landbouwkrediet: quell'anno vinse il Grand Prix Pino Cerami, partecipò al Giro d'Italia e venne nuovamente chiamato in Nazionale per i campionati del mondo di Verona. Nelle stagioni successive vinse due Hel van het Mergelland (2005 e 2007), una tappa e la classifica generale del Regio-Tour nel 2005, una tappa al Tour de Wallonie 2006 e la Beverbeek Classic 2007.
Nel 2009 si trasferì tra le file del team francese Cofidis, con cui negli anni seguenti partecipò a un'edizione del Giro d'Italia e a quattro della Vuelta a España. Nel 2013 si aggiudicò il Rhône-Alpes Isère Tour.

## Palmarès
- 2000

3ª tappa, 1ª semitappa Grand Prix Tell (Zofingen > Engelberg)
3ª tappa Oberösterreich Grand Prix
- 2001

3ª tappa Tour de la Somme (Gamaches > Gamaches)
4ª tappa Tour de la Somme
- 2003

4ª tappa Österreich-Rundfahrt, (Kitzbühel > Sankt Jakob in Defereggen)
6ª tappa Österreich-Rundfahrt, (Sankt Kanzian am Klopeiner See > Graz)
3ª tappa Circuito Montañés (Laredo > Maliaño)
2ª tappa Tour of China (Huairou Conference Center > Liulimiao)
- 2004

Grand Prix Pino Cerami
- 2005

Hel van het Mergelland
2ª tappa Regio-Tour (Wehr > Müllheim)
Classifica generale Regio-Tour
- 2006

3ª tappa Tour de Wallonie (Mettet > Saint-Hubert)
- 2007

Beverbeek Classic
Hel van het Mergelland
- 2012

3ª tappa Boucles de la Mayenne (Villaines-la-Juhel)
- 2013

3ª tappa Rhône-Alpes Isère Tour
Classifica generale Rhône-Alpes Isère Tour

### Altri successi
- 2005

Kermesse di Tienen-Bost
- 2007

Kermesse di Tienen
- 2008

Kermesse di Melle

## Piazzamenti

### Grandi Giri
- Giro d'Italia

2004: 68º
2010: 104º
- Vuelta a España

2010: 96º
2011: 73º
2012: 87º
2013: 78º

### Classiche monumento
- Milano-Sanremo

2011: 150º
- Giro delle Fiandre

2011: 107º
- Parigi-Roubaix

2011: 67º
2013: ritirato
- Liegi-Bastogne-Liegi

2009: 107º
- Giro di Lombardia

2009: 45º

### Competizioni mondiali
- Campionati del mondo

Plouay 2000 - In linea Under-23: 57º
Hamilton 2003 - In linea Elite: 61º
Verona 2004 - In linea Elite: 83º